# Forum mladih SDP-a
Forum mladih SDP-a (kratica. FM ili FM SDP) politički podmladak je Socijaldemokratske partije Hrvatske. Predsjednik organizacije je Lovro Lukavečki. Okuplja mlade od 16 do 30 godina, a čiji je svjetonazor blizak socijaldemokratskim idejama. Osnovan je 1992. godine.

## Ustroj
Ustrojstvo organizacije određuje se Pravilima FM-a. Organizacija je ustrojena na razini Hrvatske te se sastoji od županijskih, gradskih i općinskih organizacija.
Središnja tijela su:
1. Konvencija
2. Glavni odbor
3. Nadzorni odbor
4. Predsjedništvo
5. Predsjednik

Najviše tijelo organizacije je Konvencija. Konvenciju čine delegati izabrani na konvencijama lokalnih organizacija. Na njoj se bira predsjednik, potpredsjednike i Nadzorni odbor na mandat od dvije godine. Predsjednik FM-a zastupa organizaciju prema javnosti, građanima i drugima.
Članovi FM-a mogu biti u dobi od 16 do 30 godina. Članom FM-a postaje se potpisivanjem pristupnice FM. Članovi FM-a ne moraju biti i članovi SDP-a, ali ne smiju biti članovi neke druge političke stranke u Republici Hrvatskoj.
Studentska organizacija mladih SDP-a je Socijaldemokratska studentska unija (SSU).

## Vodstvo
Na XII. konvenciji FMSDP izabrano je novo rukovodstvo, na čelu s novim predsjenikom Lovro Lukavečki, te potpredsjednicima Ivan Tadić, Karlo Vedak i Dominik Mohorovičić. Glavna tajnica organizacije je Marija Jagečić, a međunarodna tajnica je Dajana Ivičić.

## Konvencije i predsjednici Foruma mladih
- 1. Osnivačka konvencija, 1992.: Igor Dragovan, prvi predsjednik (kasnije glavni tajnik SDP-a)
- 2. Konvencija, NN
- 3. Konvencija, 05. siječnja 1998. : Hrvoje Klasić, predsjednik
- 4. Konvencija, 17. prosinca 2000.: Gordan Maras, predsjednik
- 5. Konvencija, 21. i 22. prosinca 2002.: Arsen Bauk, predsjednik
- 6. Konvencija, 26. kolovoza 2005.: Dan Špicer, predsjednik
- 7. Konvencija, 8. ožujka 2008.: Davor Bernardić, predsjednik (kasnije predsjednik SDP-a)
- 8. Konvencija, 22. svibnja 2010.: Saša Đujić, predsjednik
- 9. Konvencija, 05. srpnja 2014.: Nenad Livun, predsjednik
- 10. konvencija, 18. ožujka 2017.: Biljana Gaća, predsjednica
- 11. Konvencija, 23. studeni 2019.: Biljana Gaća, predsjednica
- 12. Konvencija, 29. svibnja 2022.: Lovro Lukavečki, predsjednik

## Saborski zastupnici FM SDP-a
- 4. saziv 2000. – 2003.: Marija Lugarić, Sanja Kapetanović
- 5. saziv 2003. – 2007.: Marija Lugarić
- 6. saziv 2008.-: Marija Lugarić, Davor Bernardić, Danijel Mondekar, Sonja Šimunović, Tanja Vrbat
- 7. saziv 2011. - Saša Đujić, Domagoj Hajduković, Sandra Petrović, Ivan Klarin

## Članstvo u međunarodnim organizacijama
- Mladi europski socijalisti (ECOSY, Young European Socialists) - članica od 1992.
- Međunarodna unija socijalističke mladeži (IUSY, International Union of Socialist Youth)

## Vanjska poveznice
- Forum mladih SDP-a